# Christoph Gottwald
 (février 2016).
Si vous disposez d'ouvrages ou d'articles de référence ou si vous connaissez des sites web de qualité traitant du thème abordé ici, merci de compléter l'article en donnant les références utiles à sa vérifiabilité et en les liant à la section « Notes et références ».

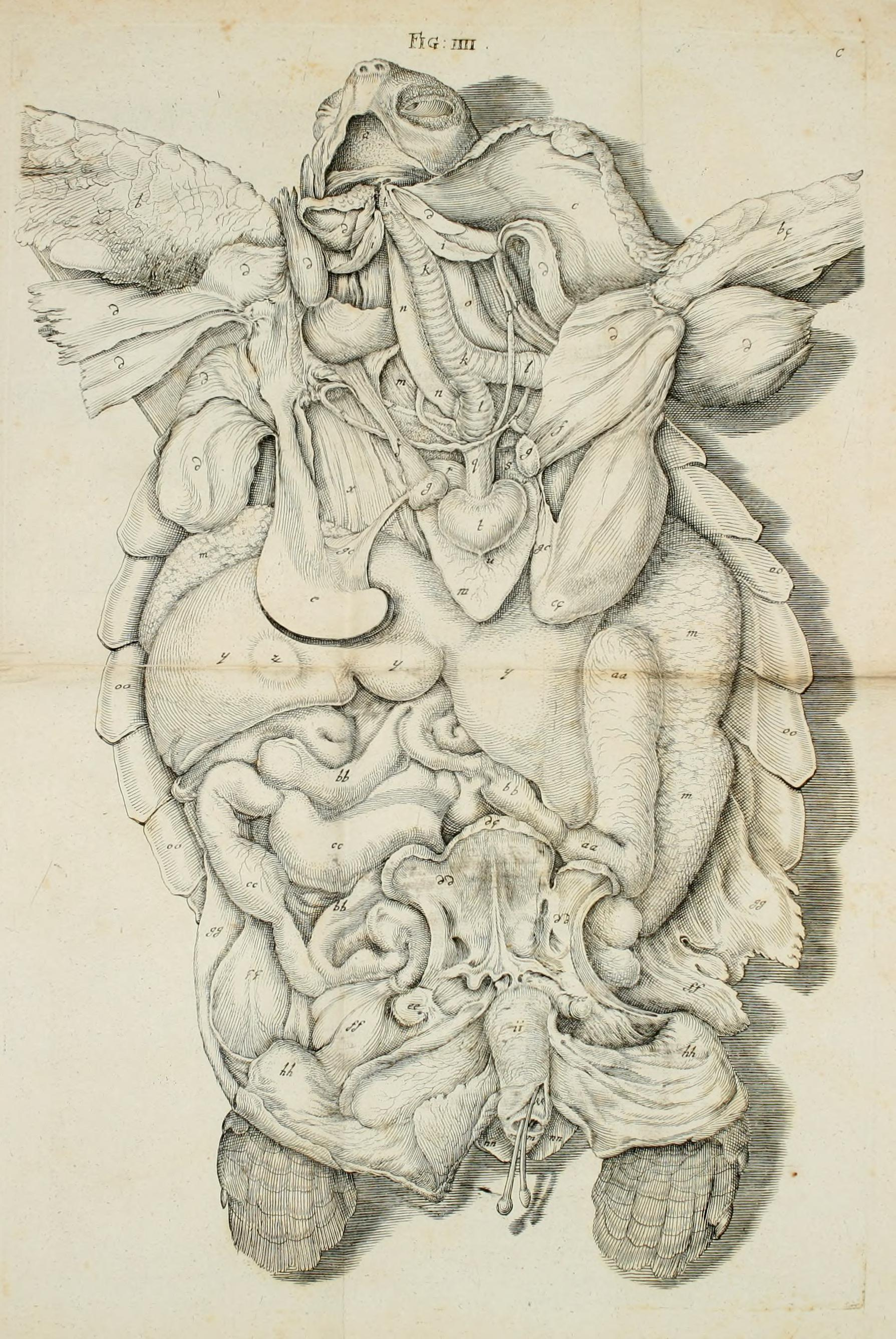
Anatomie d'une tortue.

Christoph Gottwald (1636-1700) était un médecin allemand de Dantzig qui a créé un des plus grands cabinets de curiosités de son temps.

## Biographie
Christoph Gottwald, médecin allemand de Dantzig, a créé un des plus grands cabinets de curiosités de son temps. Sa collection a été achetée par le tsar de Russie Pierre Ier le Grand en même temps que les collections célèbres de Albertus Seba et Frederik Ruysch. Les travaux de Gottwald ont été publiés longtemps après sa mort quand l'éditeur Gabriel Nicolaus Raspe (1712–1785) a acheté les manuscrits.
Gottwald a donné pouvoir au peintre baroque polonais, Daniel Schultz de retravailler des dessins qu'il avait fait lui-même en 1665 dans son cabinet de curiosités en gravures. Un inventaire écrit de sa main sur les coquillages, des spécimens anatomiques et des créatures marines accompagnaient les gravures dans un abrégé de 1714 et seulement trois copies ont été faites. Les plaques de cuivre ont été obtenues par Raspe, un conchyliologue, et une version allemande du 'Musée Gottwaldianum  est apparue en 1782.